# You Can’t Do That On Television, Peter
You Can’t Do That On Television, Peter («Так не Ведут Себя на Экране, Питер») — восемнадцатая серия десятого сезона мультсериала «Гриффины». Премьерный показ состоялся 1 апреля 2012 года на канале FOX.

## Сюжет
Лоис указывает Питеру на то, что он совсем не проводит времени со Стьюи, на что сам Питер даёт слово провести целый день с ним. Стьюи любит смотреть шоу «Весёлая Ферма», Питер поначалу не хочет смотреть эту детскую передачу, но позже она ему начинает очень нравиться и он смотрит её до самого вечера, совсем при этом забыв о присмотре за Стьюи. Когда Лоис возвращается и нигде не может найти Стьюи, она начинает упрекать Питера в его безответственности, но в этот момент в передаче объявляется, что «Весёлая Ферма» закрывается.
Питер очень этим расстроен, поэтому решает создать собственное детское шоу под названием «Парк развлечений Пити». На удивление, Гриффину получается попасть на телевидение (Брайан говорит, что «его шоу выходит на местном кабельном, туда любой может попасть»). Лоис очень рассержена на Питера за то, что тот всё своё время отдаёт новому шоу и совершенно не помогает с домашними делами. Питер злится за это на Лоис, поэтому создает нового персонажа в передаче — «Каргу-Брюзгу» (в озвучке 2х2 «Старая пила»), куклу, которая очень похожа на Лоис. Гриффин обыгрывает нового персонажа, как очень злую старуху, которая вечно указывает, что нужно делать.
На Лоис нападают дети из магазина, признав в ней Каргу-Брюзгу, ей это в конец надоедает, она решает попросить Питера убрать из эфира куклу, взамен дав обещание, что больше не будет указывать Питеру, что нужно делать.
Тем временем Мег в школе на уроках биологии делает большие успехи, за это её отправляют на интернатуру под началом доктора Хартмана. В больнице Мег много узнает о медицине, проводит приём больных. Доктор Хартман отъезжает по делам, оставляя Мег за старшую, но другой врач просит её покинуть больницу, ведь у неё нет специального образования для того, чтобы лечить людей.
Питер проводит очередной выпуск «Парка развлечений Пити». За трансляцией наблюдает вся семья. Лоис замечает, что Питер хочет выпустить на волю пуму, которая явно настроена агрессивно. Все немедленно выезжают в студию. Прибыв на место, Гриффины видят, как на Питера нападает зверь и наносит ему серьёзные ранения. Мег оперативно просит подать ей аптечку, она оказывает первую помощь своему отцу, которого позднее увозят в больницу.
Очнувшись в больнице, Питер извиняется, что так вел себя с Лоис, она действительно желает ему только лучшего. Мег напоминает Питеру, что именно она спасла ему жизнь, но Гриффин лишь равнодушно просит принести себе воды.

## Рейтинги
- Рейтинг эпизода составил 2.5 среди возрастной группы 18—49 лет.
- Серию посмотрело порядка 5.5 миллиона человек.
- Серия стала самой просматриваемой в ту ночь «Animation Domination» на FOX, победив по количеству просмотров новые серии «Симпсонов», «Шоу Кливленда» и «Американского Папаши!».[1]

## Критика
- Критиками эпизод был принят прохладно.
- Кевин МакФарланд из A.V. Club дал эпизоду низкую оценку D. Особенно ему не понравилось изображение Питера, назвав его «женоненавистником и безразличным.» «…это очень тяжело — отслеживать каждый фрагмент сюжета, который отражает другую сторону Питера, способного игнорировать свою семью для достижения своих целей.».[2]